# سنقرط
مجموعة سنقرط العالمية هي مجموعة أعمال مملوكة للعائلة في الأراضي الفلسطينية، تأسست عام 1982 في رام الله، وتعمل في 20,000 متر مربع من المباني التي تضم 350 موظفًا.
تبيع الشركة من أكثر من 4000 منفذ. رئيس مجلس الإدارة مازن سنقرط كان وزيراً للاقتصاد الوطني حتى مارس 2006 ، ورئيس معهد المعايير الفلسطينية، والوكالة الفلسطينية للاستثمار والترويج ، والسلطة الفلسطينية للمناطق الصناعية والمناطق الحرة.
تعمل عائلة سنقرط في مجال المنتجات الغذائية منذ عام 1982، عندما بدأت الشركة في تصنيع الحلويات وغيرها في أول مصنع لها في رام الله. أنشأت سنقرط المشروعات التالية:
- شركة سنقرط الغذائية[1]
- السلطان لتعبئة المياه
- شركة زادنا لتصنيع الزراعى
- سنقرط للتجارة
- تلفريك ومجمع السلطان السياحي
- شركة بال جاردنز الزراعية
- شركة ضيافة فلسطين للشوكولاتة والتمور

## وصلات خارجية
- الموقع الرسمي